# Siegfried Powolny
Siegfried Powolny (* 20. September 1915 in Linz; † (gefallen) 19. Juli 1944 in Kabariwzi, Rajon Sboriw, Oblast Ternopil) war ein österreichischer Feldhandballspieler, der bei den Olympischen Sommerspielen 1936 in Berlin mit seinen Mannschaftskameraden die Silbermedaille erhielt.
Powolny war mit 20 Jahren der jüngste Spieler seines Teams, gegenüber dem ältesten Fritz Wurmböck (33), und wirkte in zwei Partien mit. In der Endrunde hatte Österreich die Schweiz (11:6) und Ungarn (11:7) bezwungen, unterlag aber im entscheidenden Spiel um die Goldmedaille gegen Deutschland 6:10.